# Fantasia VCD
Fantasia – pierwsze VCD Lee Jung-hyun, wydane w lipcu 2002 r. Znajdują się na nim wybrane teledyski z trzech albumów - Let's Go to My Star, Peace i Magic to Go to My Star.

## Lista utworów
1. "Bahn" (반)
2. "Tta" (따)
3. "Chullae (줄래)
4. "Peace / P'yǒnghwa" (평화)
5. "Ba Kkwo" (바꿔)
6. "Mi-Chyo" (미쳐)
7. "Nuh/You" (너)
8. "Wa" (와)
9. MV Making (Bonus)